# Perruche (voile)
Pour les articles homonymes, voir Perruche (homonymie).

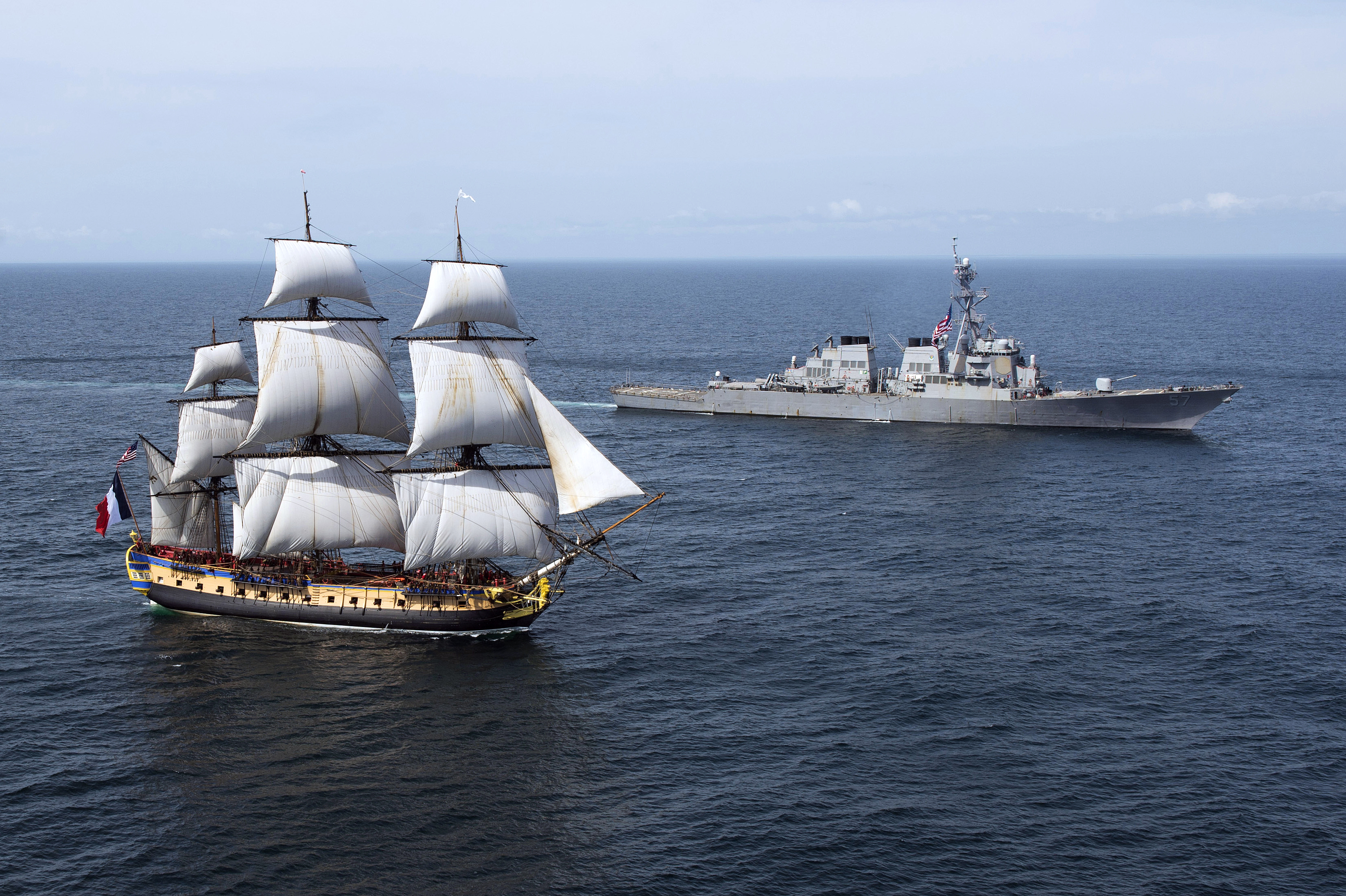
L'Hermione arrivant sur le cote américaine. La petite voile la plus haute du mat d'artimon (arrière) s'appelle la perruche.

Sur les trois-mâts à voiles carrées, la perruche désigne la 3e voile la plus haute du mat d'artimon. Il s'agit de l'équivalent des perroquets sur le mât de misaine ou le grand-mât.
Sur certains grands voiliers, la voile est dédoublée :
- en perruche fixe à la base
- et en perruche volante au-dessus

De nombreux trois-mâts n'ont qu'une à deux voiles sur le mât d'artimon, la perruche y est donc absente.

## Étymologie
L'origine du terme, comme pour les autres voiles hautes, est un nom d'oiseau.